# Зивере, Мирдза
Ми́рдза Зи́вере (латыш. Mirdza Zīvere; род. 20 сентября 1953, Рига) — советская и латвийская певица, ныне продюсер, руководитель отдела рекламы на радио SWH. Офицер ордена Трёх звёзд.

## Биография
Коренная рижанка. C детства Мирдза пела в хоре и сольно, с 3-го класса обучалась игре на аккордеоне. Участвовала в самодеятельности техникума лёгкой промышленности, где обучалась на модельера. В 1974 году стала солисткой филармонии. Выпускница ГИТИСа, окончила режиссёрское отделение массовых мероприятий. Вместе со своим партнёром по сцене Имантом Ванзовичем они стали первыми латышами в своём вузе, Мирдза до поступления не прочла ни одной книги на русском языке.
Всесоюзную популярность Мирдзе принесли как сольные выступления, так и выступления в составе ансамбля «Modo», с 1983 года переименованного в «Опус», где она солировала с Ванзовичем. С песней «Надо подумать» дуэт удостоился премии на фестивале «Песня-84». Руководителем ансамбля с 1978 года был композитор Зигмар Лиепиньш — муж Мирдзы (до этого руководителем «Modo» был Раймонд Паулс). В составе ансамбля она принимала также участие в различных проектах Лиепиньша, например, в рок-опере «Лачплесис» (латыш. Lāčplēsis).
В 1970—1980-е годы песни в исполнении Мирдзы Зивере 4 раза становились победителями национального конкурса эстрадной песни «Микрофон» — больше, чем песни любого другого исполнителя.
Сейчас Мирдза Зивере работает в рекламном отделе на латвийском радио SWH, которое возглавляет Зигмар Лиепиньш. Также она периодически продюсирует оперные постановки своего мужа, организовывает различные крупные мероприятия в Латвии. Возглавляет своё собственное агентство по организации презентаций «Муза». В 2003 году выпустила альбом, тексты к песням которого написала сама. В 2012 году ненадолго вернулась на сцену с новой, юбилейной программой своего мужа.
У Мирдзы и Зигмара есть дочь Зане и сын Янис.
В 2010 году награждена орденом Трёх Звёзд IV степени.

## Интересные факты
- Мирдза Зивере была первой исполнительницей песни Раймонда Паулса Tik tā viena[9], которую впоследствии под названием «Маэстро» на стихи Ильи Резника исполняла Алла Пугачёва[10].
- Песни в исполнении Мирдзы Зивере звучат в мультфильме «На порог мой села сказка» (латыш. «Sēd uz sliekšņa pasaciņa»)[11].

## Дискография
1. 1979 — Viena diena manā mužā / Один день в моей жизни[12]
2. 2003 — Zigmars Liepiņš. Darbi III. Mirdzas albums